# Valle di Mosso
La Valle di Mosso (o Valle Strona di Mosso) è una valle del Piemonte nord-orientale che interessa la provincia di Biella. Si sviluppa intorno al torrente Strona di Mosso.

## Geografia
La parte più a monte della valle è piuttosto ampia ed è caratterizzata dagli ampi pascoli della zona del Bocchetto di Sessera e dello spartiacque Strona/Sessera, alternati a faggete di origine naturale e a rimboschimenti di conifere messi a dimora nella prima metà del XX secolo.
La valle si restringe poi tra Callabiana e Camandona dove le acque dello Strona sono trattenute nell'invaso artificiale di Ponte Vittorio.
Il solco vallivo compie poi una ampia curva aggirando il Monte Rovella ed assume una direzione nord-sud che mantiene fino a Cossato, dove la vallata si apre sulla pianura biellese.
Il fondovalle diventa in questo tratto densamente abitato e ricco di stabilimenti industriali, in maggioranza nel settore tessile.
In questa zona ai numerosi centri abitati di dimensioni anche notevoli si affiancano vasti boschi di castagno che ammantano le pendici delle basse montagne e delle colline circostanti.

Sulle zone meglio esposte nei pressi dello sbocco della valle sulla pianura viene da secoli coltivata la vite; questo avviene in particolare nei dintorni di Lessona, dove si produce l'omonimo vino (DOC).

## Storia
Nel 1306 le aree più a monte della valle ed in particolare il Monte Rubello servirono da rifugio a Fra' Dolcino e ai suoi seguaci, che allestirono rustiche fortificazioni tentando di resistere ai loro nemici.
La zona vide anche, nella primavera del 1307, la loro definitiva sconfitta militare.

L'abbondanza di acqua della valle fece la fortuna del comparto tessile e favorì nel corso dell'Ottocento la costruzione di numerosi stabilimenti in prossimità del fondovalle.
Oltre che come sorgente di energia cinetica l'acqua dello Strona e dei suoi affluenti veniva infatti utilizzata nelle attività di tintura e  di lavaggio dei tessuti.

Le piene dello Strona hanno però causato danni anche gravissimi durante gli eventi alluvionali che hanno coinvolto il Biellese; quello del novembre 1968 è stato quasi certamente  il più rovinoso.
In valle l'alluvione costò infatti la vita a 58 persone.
Centinaia di abitazioni e molti stabilimenti industriali vennero distrutti e numerose aziende dovettero ricorrere alla cassa integrazione, che arrivò ad interessare circa 13.000 lavoratori.

## Comuni della valle

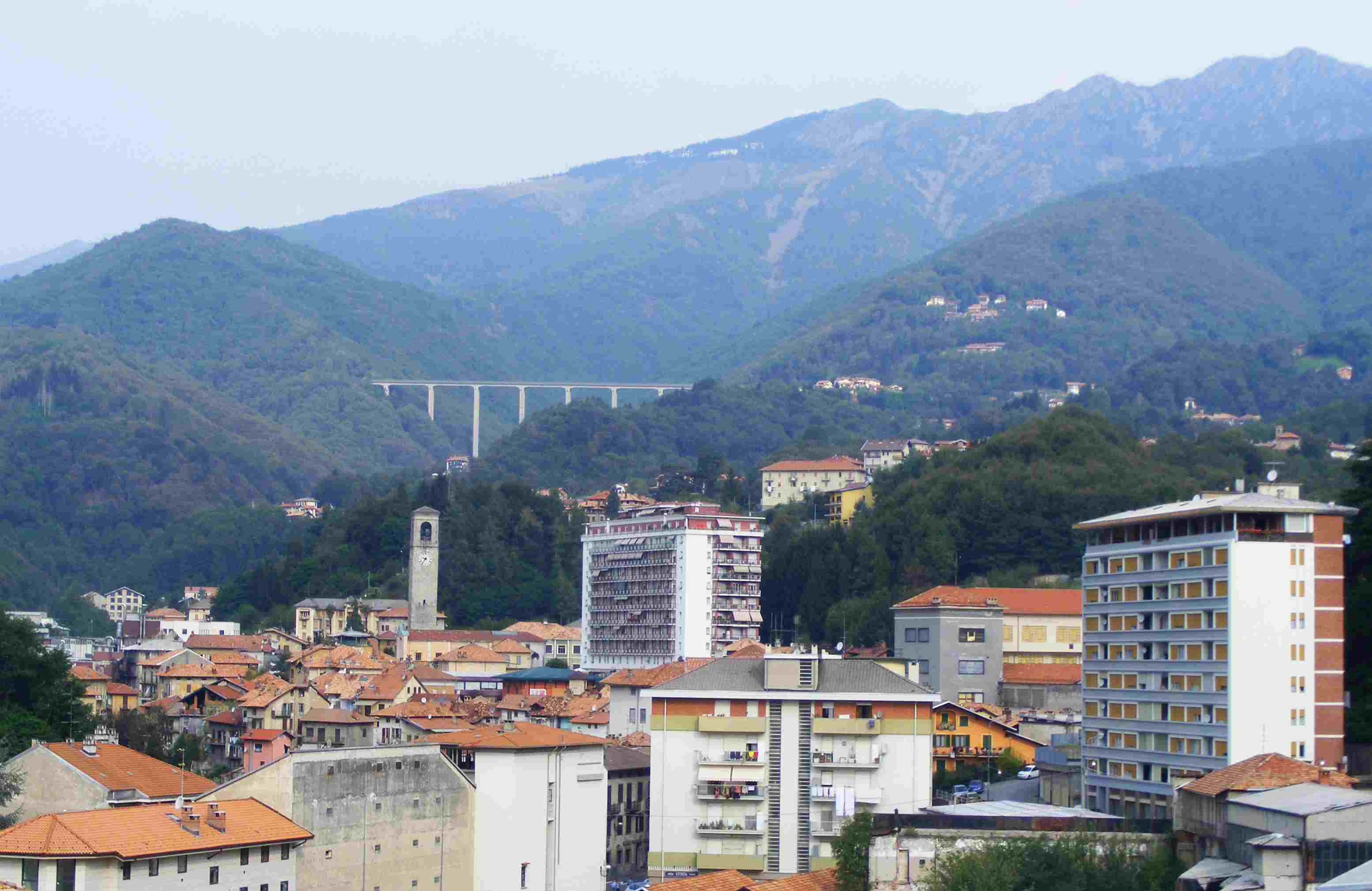
Vallemosso e la parte intermedia della valle, densamente abitata

Il suo territorio include i comuni di:
- Bioglio
- Callabiana
- Camandona
- Cossato
- Lessona
- Pettinengo
- Piatto
- Quaregna Cerreto
- Strona
- Valdengo
- Valdilana
- Vallanzengo
- Valle San Nicolao
- Veglio
- Vigliano Biellese,

che erano compresi nella Comunità montana Val Sessera, Valle di Mosso e Prealpi Biellesi.

I comuni di Ronco Biellese, Ternengo e Zumaglia appartengono anch'essi al bacino idrografico dello Strona, ma non erano inclusi nella comunità montana.
La parte nord-occidentale della valle è parzialmente compresa nell'Oasi Zegna (strada panoramica Zegna), una zona naturalistica di rilevante importanza.

## Montagne principali

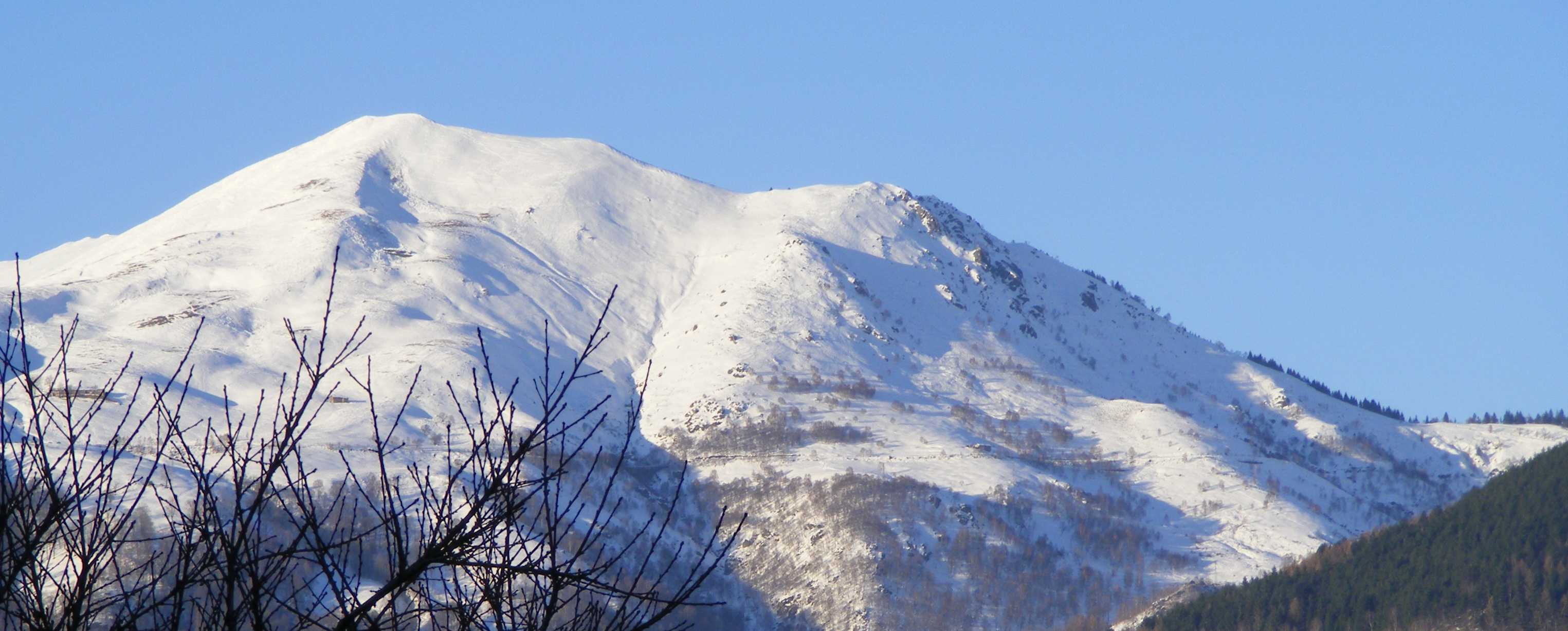
Il Monticchio visto dalla Colma

Le principali cime della valle sono:
- Monticchio (1.697 m);
- Monte Cerchio (1.622 m);
- Rocca d'Argimonia (1.610 m);
- Monte Rubello (1.414 m);
- Monte Cavajone (1.293 m);
- Monte Casto (1.138 m);
- Monte Rovella (889 m);
- Monte Turlo (835 m);
- Cima Sant'Eurosia (825 m).

## Turismo

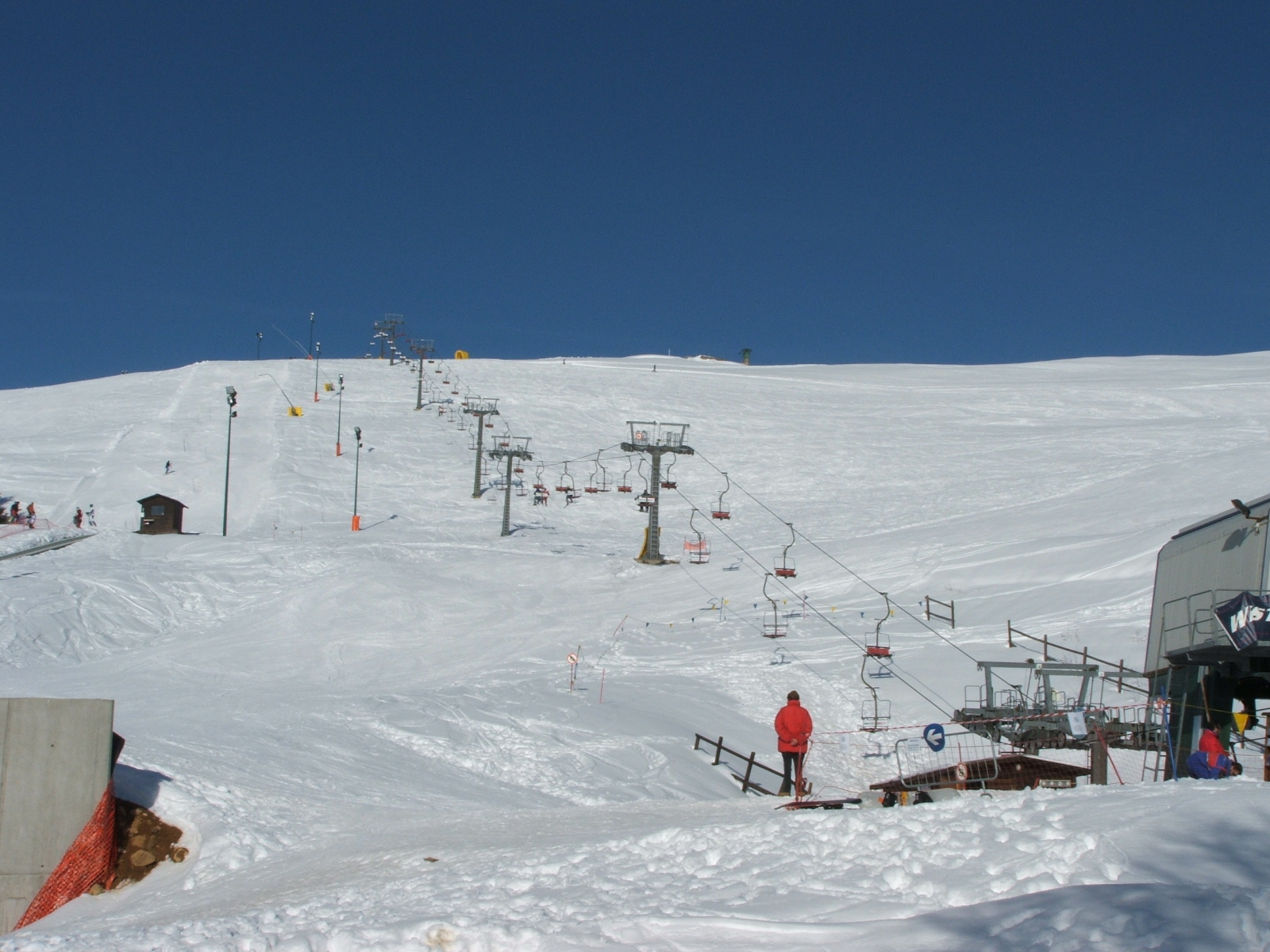
La stazione sciistica di Bielmonte

Uno dei centri di maggiore richiamo dal punto di vista turistico è la stazione sciistica di Bielmonte, situata poco ad est del passo del Bocchetto di Sessera che mette in comunicazione la Val Strona e la Valsessera.

Anche il ponte della Pistolesa (luogo di lancio per il bungee jumping) ed il vicino Parco Avventura di Veglio (dove esistono percorsi tra gli alberi attrezzati con piattaforme sospese, ponti tibetani, cavi d'acciaio, corde, scalette e carrucole tirolesi) sono note attrazioni turistiche per l'area torinese e milanese.